# S/2003 J 15
S/2003 J 15 er en af planeten Jupiters måner: Den blev opdaget 6. februar 2003 af et hold astronomer fra Hawaiis Universitet, ledet af Scott S. Sheppard. Den kredser i en stejl bane omkring Jupiter, i retrograd retning, dvs. den populært sagt bevæger sig "den gale vej rundt". Den Internationale Astronomiske Union har endnu ikke vedtaget et navn for S/2003 J 15, men Jupitermåner med retrograd omløb som denne, får altid navne der ender på bogstavet e.
S/2003 J 15 er den af den såkaldte Ananke-gruppes i alt 16 måner der færdes længst væk fra Jupiter. Denne gruppe omfatter måner der alle har omtrent samme omløbsbane som månen Ananke.
| Naturvidenskab | Spire Denne naturvidenskabsartikel er en spire som bør udbygges. Du er velkommen til at hjælpe Wikipedia ved at udvide den. |